# 103 корейских мученика

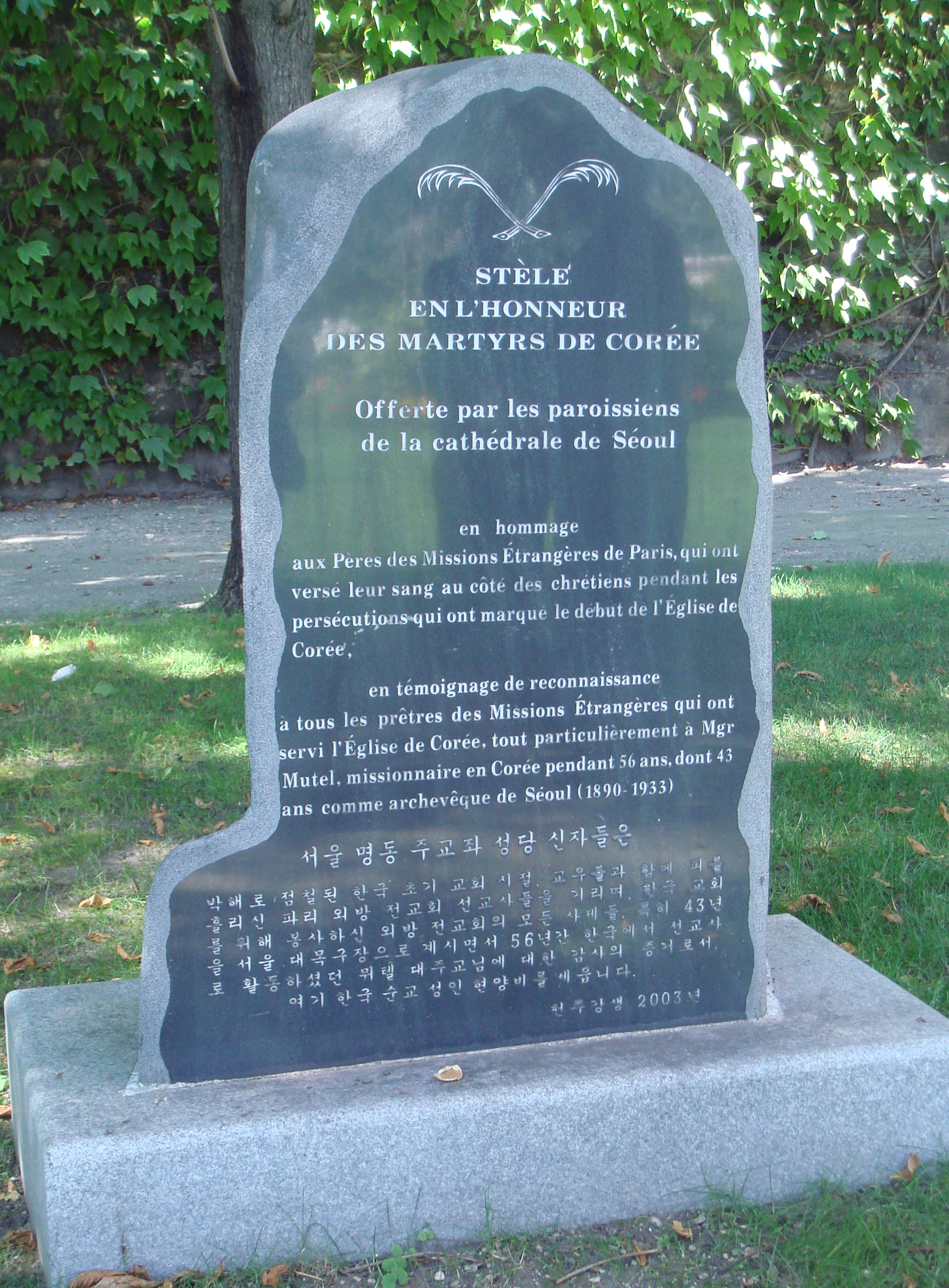
Памятный камень в честь корейских мучеников, Сеул, Корея.

 103 корейских мученика  — группа святых Римско-католической церкви, канонизированных в 1984 году Римским папой Иоанном Павлом II.
День памяти в Католической церкви — 20 сентября.

## История мученичества
В конце XVIII века из-за политики закрытости и ксенофобии корейские католики считались в государстве Чосон представителями враждебных государств. В начале XIX века в Корее начались гонения на католиков. В течение всего XIX века в Корее было несколько этапов ужесточения преследования членов Римско-Католической Церкви. Впервые католики стали преследоваться в период с 1801 по 1813 год, следующие этапы имели место в 1827 году, в 1839—1846 годах, и в 1866—1869 годах. В 1883 году Корея была открыта для иностранцев и в ней была провозглашена свобода вероисповедания.
5 июля 1925 года римским папой Пием XI беатифицирована первая группа корейских мучеников из 79 человек, погибших до 1847 года. 6 октября 1968 года папа Павел VI причислил к лику блаженных вторую группу корейских мучеников из 24 человек, погибших после 1859 года. 6 мая 1984 года папа Иоанн Павел II во время своего посещения Южной Кореи канонизировал 103 корейских мученика.

## Список мучеников

### Епископы
- Бернё, Симеон Франсуа
- Давелю, Антуан
- Эмбер, Лаврентий

### Священники
| - Болё, Бернар Луи - Дорье, Пьер Анри - Юин, Мартин-Люк - Ким Дэ Гон Андрей | - Мобан, Пьер - Омэтр, Пьер - Ранфер де Бретеньер, Жюстен - Шастан, Жак Оноре |

### Миряне
| - Вон Гвиим Мария - Им Чхибэк Иосиф - Квон Дыг Ин Пётр - Квон Хи Варвара - Квон Джин-и Агата - Ким Ан Ги Агата - Ким, Варвара - Ким Ими Тереза - Ким, Люция - Ким Носа Роза - Ким Нусиа Люция - Ким Об И Магдалина - Ким, Тереза - Ким Сонъим Марта - Ким Сонъу Антоний - Ким Хёим Колумба - Ким Хёджу Агния - Ким Джангым Анна - Ким Джеджун Игнатий - Ким Юлия - Ко Сун И Варвара - Ли, Агата - Ли, Варвара | - Ли Гван Вон Августин - Ли Екатерина - Ли Ён Док Магдалина - Ли Ёнхи Магдалина - Ли Ёнхи Мария - Ли Ин Док Мария - Ли Ганнан Агата - Ли Гваннёль Иоанн Креститель - Ли Гёнъи Агата - Ли Мун У Иоанн - Ли Мёнсо Пётр - Ли Мэим Тереза - Ли Со Са Агата - Ли Хоён Пётр - Ли Джонхи Варвара - Ли Юн-иль Иоанн - Мин Гыкка Стефан - Нам Игван Себастьян - Нам Гёнмун Пётр - Нам Мёнхёк Дамиан - Нам Джонсам Иоанн Креститель - Пак Анги Анна - Пак Кхын Аги Мария - Пак Понсон Магдалина - Пак Худжэ Иоанн - Пак Хисун Люция - Пак Чон Вон Августин - Сон Собён Магдалина | - Сон Сонджи Пётр - Сон Джасон Фома - У Сеён Алексей - У Сурим Сусанна - Хан Ан Ги Варвара - Хан Ён И Магдалина - Хан Иён Лаврентий - Хан Джэгвон Иосиф Пётр - Хван Сокту Лука - Хён Кён Нён Бенедикта - Хён Сон Мун Карл - Хон Ён Чу Павел - Хон Гымджу Перпетуя - Хо Геим Магдалина - Хон Бёнджу Пётр - Хо Хиоп Павел - Чан Джуги Иосиф - Чан Сонджип Иосиф - Чхве Ёнъи Варвара - Чхве Хёнхван Франциск - Чхве Хион Петр - Чхве Джанхып Пётр - Чо, Магдалина - Чо Хва Со Пётр - Чон Вонджи, Пётр | - Чон Гванъён Андрей - Чон Гёнхёб Агата - Чон Гукпо Протасий - Чон Мунхо Варфоломей - Чон Ыйбэ Марк - Чон Ха Сан Павел - Чон Чхор-ём Екатерина - Чон Джанъун Иоанн Креститель - Чо Синчхоль Карл - Чон Джонхе Елизавета - Чо Чун И Варвара - Чо Юн Хо Иосиф - Ю Тэ Чоль Пётр - Ю Со Са Цецилия - Ю Чин Гиль Августин - Ю Чоннюль Пётр |